# Hubert Krautwurst
Hubert Krautwurst, född 21 februari 1924, död 26 november 1948 i Landsberg am Lech, var en tysk SS-Hauptscharführer och dömd krigsförbrytare. 

## Biografi
Krautwurst kom till koncentrationslägret Buchenwald som 17-åring och utsågs till Kommandoführer för lägrets trädgårdsmästeri och reningsverk. Denna befattning innehade han från januari 1942 till april 1945.
Efter andra världskriget greps Krautwurst och ställdes 1947 som yngste åtalade inför rätta vid Buchenwaldrättegången. Han anklagades för att ha misshandlat och dödat allierade fångar. Vittnesmål gjorde gällande att Krautwurst bland annat skulle ha dränkt tre fångar i lägrets septiktank. Till Krautwursts försvar uppgav ett vittne att han hade givit utökade matransoner för fångar med tungt arbete. Domstolen befann Krautwurst skyldig och dömde honom till döden genom hängning. Trots ett flertal nådeansökningar avrättades Krautwurst den 26 november 1948.